# Arrondissement de Mortagne-au-Perche
L'arrondissement de Mortagne-au-Perche est une division administrative française, située dans le département de l'Orne et la région Normandie et qui recouvre l’extrême nord de la région naturelle du Perche et, depuis le 1er janvier 2017, le sud du pays d'Auge.

## Composition

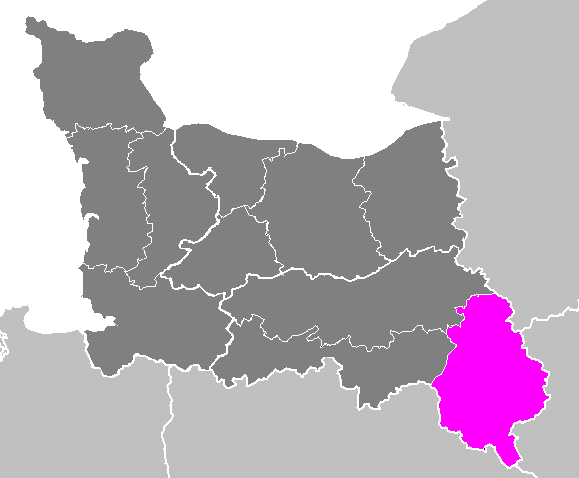
Localisation de l'arrondissement avant 2015.

### Composition avant 2017
Jusqu'au 21 mars 2015, l'arrondissement était composé des communes des anciens cantons suivants :
- canton de L'Aigle-Est ;
- canton de L'Aigle-Ouest ;
- canton de Bazoches-sur-Hoëne ;
- canton de Bellême ;
- canton de Longny-au-Perche ;
- canton de Mortagne-au-Perche ;
- canton de Moulins-la-Marche ;
- canton de Nocé ;
- canton de Pervenchères ;
- canton de Rémalard ;
- canton du Theil ;
- canton de Tourouvre.

### Découpage communal depuis 2015
Depuis 2015, le nombre de communes des arrondissements varie chaque année soit du fait du redécoupage cantonal de 2014 qui a conduit à l'ajustement de périmètres de certains arrondissements, soit à la suite de la création de communes nouvelles. Le nombre de communes de l'arrondissement de Mortagne-au-Perche est ainsi de 146 en 2015, 113 en 2016, 153 en 2017 et 151 en 2019.
Au 1er janvier 2024, l'arrondissement groupe les 151 communes suivantes :
1. L'Aigle
2. Appenai-sous-Bellême
3. Les Aspres
4. Aube
5. Aubry-le-Panthou
6. Auguaise
7. Les Authieux-du-Puits
8. Avernes-Saint-Gourgon
9. Bazoches-sur-Hoëne
10. Beaufai
11. Beaulieu
12. Belforêt-en-Perche
13. Bellavilliers
14. Bellême
15. Bellou-le-Trichard
16. Berd'huis
17. Bizou
18. Boëcé
19. Bonnefoi
20. Bonsmoulins
21. Le Bosc-Renoult
22. Brethel
23. Bretoncelles
24. Camembert
25. Canapville
26. Ceton
27. Les Champeaux
28. Champeaux-sur-Sarthe
29. Champ-Haut
30. Champosoult
31. Chandai
32. La Chapelle-Montligeon
33. La Chapelle-Souëf
34. La Chapelle-Viel
35. Charencey
36. Chaumont
37. Chemilli
38. Cisai-Saint-Aubin
39. Comblot
40. Corbon
41. Coulimer
42. Coulmer
43. Courgeon
44. Courgeoût
45. Cour-Maugis sur Huisne
46. Croisilles
47. Crouttes
48. Crulai
49. Dame-Marie
50. Échauffour
51. Écorcei
52. Fay
53. Feings
54. La Ferrière-au-Doyen
55. La Ferté-en-Ouche
56. La Fresnaie-Fayel
57. Fresnay-le-Samson
58. Gacé
59. Les Genettes
60. La Genevraie
61. Godisson
62. La Gonfrière
63. Guerquesalles
64. L'Hôme-Chamondot
65. Igé
66. Irai
67. Lignères
68. Loisail
69. Longny les Villages
70. La Madeleine-Bouvet
71. Le Mage
72. Mahéru
73. Mardilly
74. Mauves-sur-Huisne
75. Le Ménil-Bérard
76. Ménil-Froger
77. Ménil-Hubert-en-Exmes
78. Le Ménil-Vicomte
79. Les Menus
80. Le Merlerault
81. La Mesnière
82. Montgaudry
83. Mortagne-au-Perche
84. Moulins-la-Marche
85. Moutiers-au-Perche
86. Neuville-sur-Touques
87. Nonant-le-Pin
88. Orgères
89. Origny-le-Roux
90. Parfondeval
91. Le Pas-Saint-l'Homer
92. Perche en Nocé
93. Pervenchères
94. Le Pin-la-Garenne
95. Planches
96. Pontchardon
97. Pouvrai
98. Rai
99. Rémalard en Perche
100. Le Renouard
101. Résenlieu
102. Réveillon
103. Roiville
104. Sablons sur Huisne
105. Saint-Aquilin-de-Corbion
106. Saint-Aubin-de-Bonneval
107. Saint-Aubin-de-Courteraie
108. Sainte-Céronne-lès-Mortagne
109. Saint-Cyr-la-Rosière
110. Saint-Denis-sur-Huisne
111. Saint-Evroult-de-Montfort
112. Saint-Evroult-Notre-Dame-du-Bois
113. Saint-Fulgent-des-Ormes
114. Sainte-Gauburge-Sainte-Colombe
115. Saint-Germain-d'Aunay
116. Saint-Germain-de-Clairefeuille
117. Saint-Germain-de-la-Coudre
118. Saint-Germain-de-Martigny
119. Saint-Germain-des-Grois
120. Saint-Hilaire-le-Châtel
121. Saint-Hilaire-sur-Erre
122. Saint-Hilaire-sur-Risle
123. Saint-Jouin-de-Blavou
124. Saint-Langis-lès-Mortagne
125. Saint-Mard-de-Réno
126. Saint-Martin-d'Écublei
127. Saint-Martin-des-Pézerits
128. Saint-Martin-du-Vieux-Bellême
129. Saint-Michel-Tubœuf
130. Saint-Nicolas-de-Sommaire
131. Saint-Ouen-de-Sécherouvre
132. Saint-Ouen-sur-Iton
133. Saint-Pierre-des-Loges
134. Saint-Pierre-la-Bruyère
135. Saint-Sulpice-sur-Risle
136. Saint-Symphorien-des-Bruyères
137. Le Sap-André
138. Sap-en-Auge
139. Soligny-la-Trappe
140. Suré
141. Ticheville
142. Touquettes
143. Tourouvre au Perche
144. La Trinité-des-Laitiers
145. Val-au-Perche
146. Vaunoise
147. La Ventrouze
148. Verrières
149. Villiers-sous-Mortagne
150. Vimoutiers
151. Vitrai-sous-Laigle

## Démographie
En 2022, l'arrondissement comptait 84 044 habitants.
| 1968   | 1975   | 1982   | 1990   | 1999   | 2006   | 2011   | 2016   | 2021   |
| ------ | ------ | ------ | ------ | ------ | ------ | ------ | ------ | ------ |
| 69 252 | 69 497 | 70 805 | 70 969 | 71 404 | 72 202 | 72 167 | 88 162 | 84 469 |

| 2022   | - | - | - | - | - | - | - | - |
| ------ | - | - | - | - | - | - | - | - |
| 84 044 | - | - | - | - | - | - | - | - |

## Histoire
Le 10 septembre 1926, l'arrondissement de Mortagne-au-Perche est supprimé à la suite du décret Poincaré. Les cantons sont transférés à l'arrondissement d'Alençon. L'arrondissement est rétabli le 1er juin 1942.
Le 1er janvier 2017, à la suite de la réforme des collectivités territoriales, les périmètres des arrondissements de l'Orne sont modifiés par arrêté du 20 décembre 2016. L'arrondissement de Mortagne-au-Perche intègre au nord la totalité des anciens cantons de La Ferté-Frênel, de Gacé, du Merlerault et de Vimoutiers dont les communes étaient antérieurement dans l'arrondissement d'Argentan. Il cède à l'arrondissement d'Alençon les communes de Barville, Buré, Saint-Julien-sur-Sarthe, Saint-Quentin-de-Blavou et Vidai. De ce même arrondissement, la commune de Godisson lui est attribuée.

## Administration

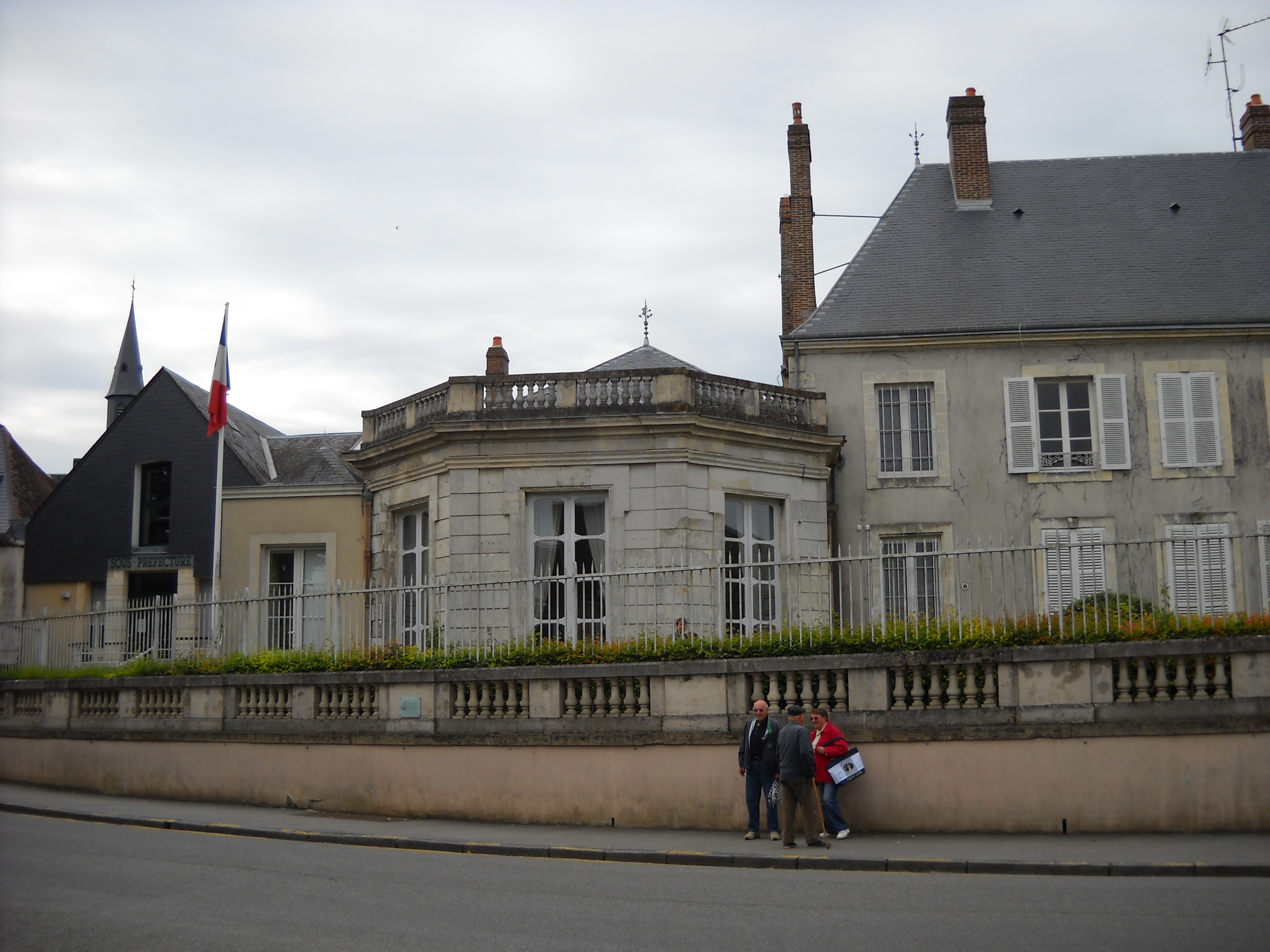
La sous-préfecture de Mortagne-au-Perche.

Liste des sous-préfets de l'arrondissement :
- sous le 1er Empire : M. Louis Charles Nicolas Delestang [5].
- mai 1815 : Jacques-Claude Dugué d'Assé.
- 1817-1828 : Émile-Louis-Marie Blondel d'Aubers, ex sous-préfet de Douai, nommé préfet de l'Ardèche[6].
- 1828 : François Bonabes du Dresnay
- ca 1865 : Eugène Germain Crétet[7]
- avril 1993 - été 1996 : M. Jacques Adams.
- été 1996 - ? : M. Jean-François Coënt.
- 2003 -2004 : M. François de Barbeyrac
- Avant le 2 mars 2006 : M. Jean-Michel Linfort
- 2 mars 2006 - 24 janvier 2008 : M. Abdel Kader Guerza
- 26 mai 2008 - 6 septembre 2014[8] : M. Claude Martin
- 22 septembre 2014[9] - 6 mai 2016[10] : M. Grégory Lecru
- 11 juillet 2016[11],[12] - 9 juillet 2016 : Mme Adeline Bard